# Rugby league
Rugby League, também chamado de rugby de 13, é um esporte criado no século XIX na Inglaterra, derivado do rugby union (Ou XV). Após disputas com a Rugby Football Union sobre o pagamento e profissionalização de jogadores e uma maior democratização do esporte, os times de Rugby do norte da Inglaterra fundaram a Rugby Football League.
Embora fosse inicialmente o mesmo esporte que o Rugby union, as regras da RFL foram progressivamente mudando para ser um jogo mais rápido, dinâmico e com mais entretenimento para os espectadores. A sua principal diferença com o Rugby Union é a "Regra do Tackle": ao contrário do Union (XV) em que os jogadores disputam a bola no Ruck após o Tackle, no League não há o Ruck, os times tem a chance de sofrer 6 tackles antes de fazer um try, após o 6° tackle o bola passa para o time adversário, semelhante a regra dos quatro downs do Futebol Americano. Por consequência, o foco do jogo se torna a posse da bola ao invés do posicionamento dos jogadores como é no Union.
É considerado como um jogo mais dinâmico, divertido, aberto e inclusivo do que o rugby union.

## História
A existência de duas versões de rugby deve-se às divergências existentes no final do século XIX no Reino Unido entre os praticantes do rugby acerca do profissionalismo. O esporte surgira na elite, que, entendendo que o rugby deveria ser praticado por prazer e não por dinheiro, não admitia remuneração aos jogadores; casos assim eram comparados a prostituição. Todavia, essa percepção vinha prejudicando jogadores oriundos da classe operária, que precisavam afastar-se de seus empregos para jogarem. As reivindicações por uma compensação financeira eram mais intensas no norte da Inglaterra, onde a consciência da classe estava mais desenvolvida e onde as cidades de Liverpool e Manchester, antigos bastiões do rugby, rendiam-se ao futebol, que já vinha permitindo o profissionalismo e ameaçava conquistar o restante de Lancashire e Yorkshire. Os clubes de rugby contestadores ainda não visavam um profissionalismo propriamente dito, mas uma recompensa pelas horas de trabalho perdidas pelos jogadores.
Em 29 de agosto de 1895, então, 22 clubes de rugby dissidentes se reuniram no George Hotel de Huddersfield e, rompendo com a Rugby Football Union, fundaram a Northern Rugby Football Union, que inicialmente remuneraria os jogadores com seis xelins por dia perdido no emprego - um vínculo empregatício "de boa fé" fora do clube ainda foi requisito por dez anos para quem quisesse jogar. Em 1905, então, o profissionalismo sem maiores condições foi liberado. Foi também a partir daquele ano que a NRFU, que em 1922 renomearia-se como Rugby Football League, passou a implementar mudanças nas regras do jogo, até então as mesmas do Union.

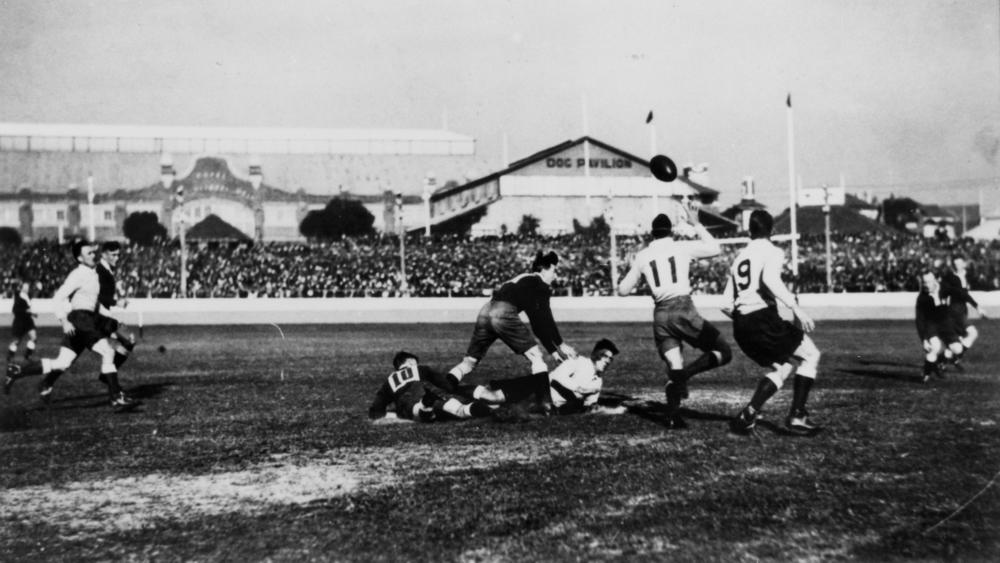
Jogo entre as seleções dos estados australianos de Queensland e Nova Gales do Sul na década de 1920. A competição entre ambos, o State of Origin, é considerado o maior evento esportivo da Austrália.

Com o tempo, essas mudanças da NRFU, hoje RFL, foram criando um novo esporte. Uma dessas alterações, que o aproximou do futebol americano, posteriormente, seria implementada também no Union: a maior valoração dos tries em relação aos gols, que até então eram o objetivo principal. Dois anos depois, em 1907, o esporte da então NRFU foi introduzido no futuramente principal país da modalidade, a Austrália, ainda que espalhando-se lá de forma autônoma em face das grandes distâncias do território australiano. Ali, também começou como o código de rugby preferido das camadas sociais mais pobres.
A adoção do profissionalismo deixou o League livre de barreiras ideológicas a uma grande competição internacional mais cedo que o Union. Já em 1935, a ideia de uma Copa do Mundo fora proposta pela França. O torneio, enfim, passaria a ser realizado a partir de 1954, ainda que atravessando diversas periodicidades e formatos e inicialmente reunindo somente quatro seleções, por conta da pequena difusão global em alto nível da modalidade: Austrália, Grã-Bretanha, Nova Zelândia (as únicas já campeãs, respectivamente com nove, três e um títulos) e França foram as únicas competidoras das edições realizadas até 1977, com exceção da de 1975, em que as seleções de Inglaterra e Gales competiram no lugar da britânica. A competição receberia a Papua-Nova Guiné (único país que considera o League como esporte nacional) na década de 1980 e, a partir de 1995, no centenário do esporte, ela enfim foi expandida em escala maior, contando atualmente com quatorze seleções na fase final.
Hoje, ambos os códigos de rugby aceitam o profissionalismo. O Union passou a admiti-lo em 1995, exatamente cem anos depois da separação, e hoje apenas a Argentina, dentre os países do seu alto escalão, ainda mantém ferrenhamente a obrigação do amadorismo. Até então, o jogador que praticasse o League em qualquer nível, mesmo que de forma amadora, ficava banido de jogar o Union. A tensão na relação entre os dois códigos diminuiu a partir daí, arrefecendo preconceitos mútuos e acarretando inclusive na evolução técnica por meio de intercâmbio entre els.

## O esporte pelo mundo
O rugby league é jogado principalmente na Austrália, Inglaterra, Nova Zelândia, França e Papua-Nova Guiné. Os três primeiros disputavam o Três Nações (campeonato anual ampliado em 2009 para Quatro) e os quatro primeiros disputam a Copa do Mundo de Rugby League desde a primeira edição do evento, a de 1954, idealizada pelos franceses. O mundial de League foi o primeiro de rugby, uma vez que a primeira Copa do Mundo de Rugby Union só viria a ocorrer em 1987.

Na própria França, porém, é a modalidade menos popular, tendo alguma força apenas em algumas cidades do sul do país; é em uma delas, Perpinhã, na Catalunha Francesa, que há o Dragons Catalans, que compete no campeonato inglês. No passado, contudo, o League chegou a ter perto da metade dos clubes franceses de rugby. Foi na década de 1930. O declínio veio na França de Vichy, em que o League foi perseguido pelo regime pró-nazista  por sua vinculação ao esquerdista governo francês pré-guerra.

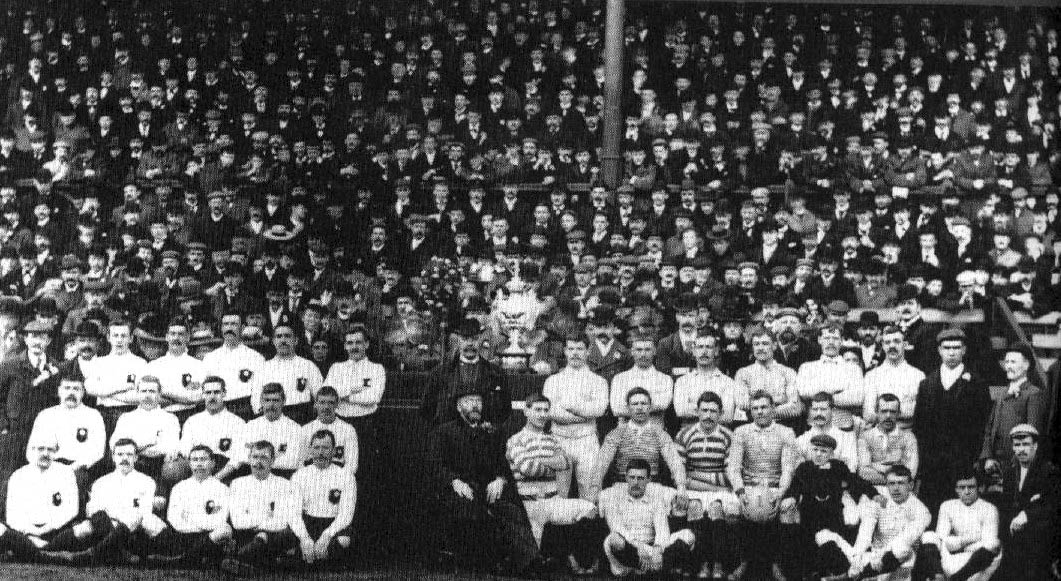
Jogadores de Batley Bulldogs e St Helens antes da final de 1897 da Challenge Cup, competição mais antiga de rugby league no mundo.

Na Nova Zelândia, tradicionalmente a maior potência do rugby union, o League também é secundário ao Union, com seu principal clube, o New Zealand Warriors, precisando competir no campeonato australiano; o Warriors é da cidade de Auckland, onde o League tem popularidade. Ainda assim, sua seleção, conhecida como Kiwis, é, ao lado da inglesa, uma das únicas que consegue fazer frente à mais poderosa seleção de League, justamente a da Austrália - os Kangaroos, que são os maiores vencedores da Copa do Mundo, com dez títulos (incluindo o mais recente, na Copa do Mundo de 2017). Já os neozelandeses conseguiram seu primeiro título na Copa de League exatamente sobre os australianos, dentro de Brisbane. Na anterior, de 2000, chegaram a competir com duas seleções: a tradicional e uma só com descendentes de maoris.
Na Austrália, o Union é mais popular apenas no Território da Capital, Canberra. Já o League chega a ser o esporte mais popular nos estados de Queensland e Nova Gales do Sul (cujas seleções se enfrentam naquele que é considerado o principal evento esportivo do país, o State of Origin ), superando o outro esporte dominante no país, o futebol australiano, mais popular na Austrália Meridional, Austrália Ocidental, Tasmânia e Vitória - estes quatro estados, porém, têm juntos menos população que a soma dos habitantes de Queensland e Nova Gales do Sul.
Além da Austrália, o outro único país onde o League é mais popular que o Union é a vizinha Papua-Nova Guiné, onde o League é considerado o esporte nacional; é de lá que vem Neville Costigan, único jogador de rugby, considerando ambos os códigos, que chega a ser o atleta mais bem assalariado de um país, em levantamento com os de outros 132 feito pela Revista ESPN, em 2011. A seleção papuásia começou a disputar as Copas do Mundo a partir da edição de 1985-88. Já na Inglaterra, é o código de rugby mais popular nas regiões de Yorkshire, Lancashire, Humber e Cumbria, no norte inglês, onde foi criado - o nome original da Rugby Football League era Northern Rugby Football Union, até 1922.

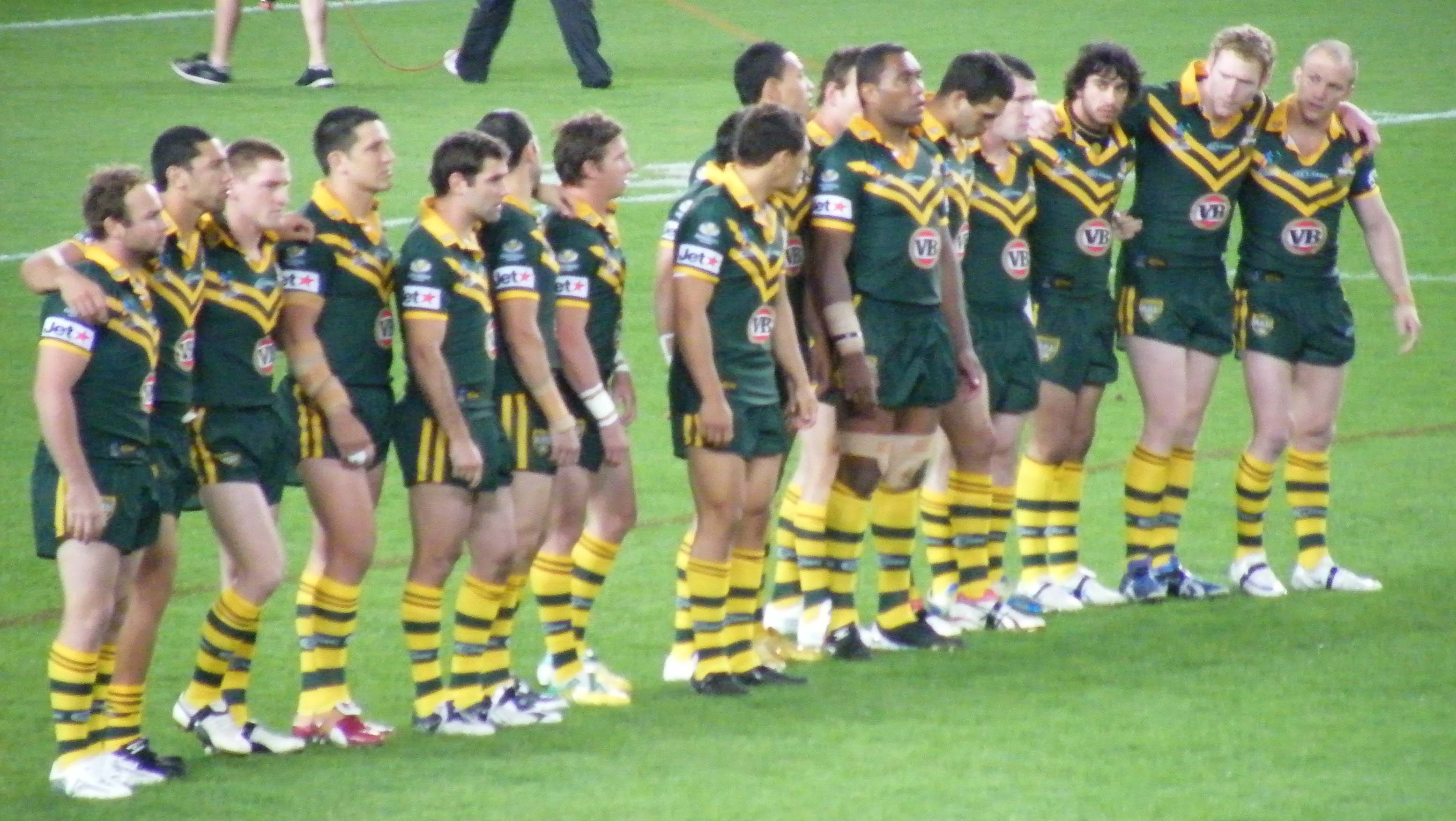
Jogadores da seleção australiana, a principal do rugby league, antes da final da Copa do Mundo de 2008. Os Kangaroos são os maiores vencedores do torneio, com 10 títulos em 14 já disputados.

Em 2011, onze dos quatorze clubes participantes do campeonato inglês vinham do norte, onde o rugby union têm públicos escassos e perde na concorrência também para o futebol, que tem na região os populares Liverpool, Everton, Manchester United, Manchester City, Newcastle United, Sunderland e Leeds United. Na Copa do Mundo, os ingleses inicialmente competiam pela Grã-Bretanha, ganhando três títulos. A seleção inglesa foi usada no mundial pela primeira vez no de 1975.

### Ligas
As principais ligas de clubes de rugby league são:
- A National Rugby League (NRL), da Australia, que inclui um time da Nova Zelândia, o New Zealand Warriors e é sondada pela seleção papuásia. É disputado anualmente e atualmente tem 16 equipes fixas, definidas por representatividade regional e é o torneio esportivo mais popular da Australia[4].
- A Super League, disputada por clubes da Inglaterra e em sistema de divisões, como as ligas de Rugby Union e Futebol, e também conta ocasionalmente com representantes de País de Gales e França (o Paris Saint-Germain chegou a disputa-lo). É o único torneio de ponta da modalidade na Europa e é tão popular na Inglaterra quanto o Campeonato Nacional de Rugby Union, sua final é disputada nos maiores estádios do país, como o Old Trafford em Manchester.[12]
- Os campeões (e dos campeonatos antecessores equivalentes) dos dois campeonatos, que são os únicos campeonatos de League totalmente profissionais no mundo, se enfrentam desde 1976 no chamado World Club Challenge para definir o melhor clube do mundo no ano.[22][19]

## História do Rugby League no Brasil
O Rugby League no Brasil teve seus primeiros passos nas transmissões da extinta Sports+ da National Rugby League NRL, o campeonato australiano no final de 2013, tendo grande audiência e que com a dificuldade de ser um canal novo, da tv fechada e dos horários de jogos, que eram nas madrugadas, o Brasil foi o 6o país que mais assistiu a final de 2013. 
A modalidade chegou a ser praticada de forma tímida em Minas Gerais, Espírito Santo e São Paulo.
Com o fim das transmissões, veio também o fim do interesse, que só voltou a acontecer em meados de 2015, graças a vinda da Latin Heat Australia ao Brasil, uma organização australiana que visa a difusão do League na América Latina, capitaneado pelo australiano de origem britânica Robert Burgin.
Em 2016, os atletas brasileiros Hugo e Gilbertos Fróes foram convidados a representar o Brasil na Seleção Latina "Latin Heat" no primeiro Latinoamericano de 9s, em Miramar na Argentina, jogando contra Chile, Argentina, Seleção da Província de Buenos Aires e Seleção da Cidade de Buenos Aires.
Em 2017, foi formada a primeira Seleção Brasileira de Rugby League, para jogar o primeiro Latinoamericano de 13s, no Chile, contra as seleções da Argentina, Chile e Colômbia o país acabou ficando em 4o lugar, entretanto, entrou para o ranking da International Rugby League - IRL, se tornou Membro Observador e vive um “boom” de interesse no esporte.
Em 2018, com a fundação da Confederação Brasileira de Rugby League a entidade organiza o maior evento da história da América Latina, o Brasil Rugby League Festival, com 5 eventos simultâneos em 3 dias de jogos, tendo o Brasil sendo campeão invicto no Campeonato Sul-americano Masculino, Masculino "B", Feminino e Juvenil frente aos adversários mais fortes no ranking, Argentina e Colômbia, além de ter realizado o Campeonato Brasileiro de 9s, masculino e feminino, com a presença de árbitros da NRL.
Em 2019, o Brasil se torna Membro Afiliado da International Rugby League - IRL em tempo recorde, em apenas 1 ano de Confederação, o recorde até então era do Chile (3 anos), seguido por Itália (7 anos). O Brasil conquista a inédita classificação para a Copa do Mundo com a Seleção Feminina, tornando-se o primeiro país da América Latina a ir ao torneio, dentre todas categorias. São realizados campeonatos brasileiros de 13s e 9s masculinos e femininos, com equipes de mais de 5 Estados diferentes do Brasil e dobrando a quantidade de clubes inscritos, consolidando o esporte no país.

## Diferenças com oRugby Union
Existem similaridades entre o Rugby League e o Rugby Union, como o tempo regulamentar de 80 minutos dividido em dois tempos. Mas, apesar da origem do League, há mais diferenças que similaridades, desde medidas oficiais do campo, formato da bola até as pontuações e número de jogadores.
As diferenças básicas consistem:
Jogadores
- Os times são de 13 jogadores, enquanto no Union são 15;
- São excluídas, com relação ao Union, as posições de Asas direito e esquerdo;
- As numerações de camisas são invertidas, enquanto no Union começa pelo Pilar Fechado(Loosehead Prop), no League começa pelo Zagueiro(Fullback)

Jogadores
- Try: no Rugby League a pontuação máxima vale 4 pontos, no Union vale 5;
- Conversão e penalidade: valem 2 pontos, no Union a penalidade vale 3 pontos;
- Drop Goal: vale 1 ponto, enquanto no Union vale 3 pontos.

Em algumas regras básicas que diferem do rugby union, como no scrum, nos laterais, a ausência de rucks e na aplicação da regra play the ball (a qual não é aplicada no rugby union).
É menos popular que o Rugby Union, e enquanto o seu precursor é uma jogo completamente aberto, o Rugby League dá aos times 6 chances para se chegar a um try, não acontecendo isso, a posse de bola é passada ao adversário, o que de um ponto de vista mais leigo, pode ser associado ao futebol americano, pois ambos dão um número de chances(jogadas) para que um time avance e ganhe território ou chegue à pontuação máxima.
O jogo é mais corrido que o Rugby Union, sendo as situações de bola parada rapidamente resolvidas. Após ser tackleado o jogador logo segue o jogo passando a bola para um companheiro de equipe, eliminando os rucks, nesse lance os adversários devem estar a pelo menos 10 metros da linha da bola. O lateral é também é cobrado rapidamente e o Scrum não envolve disputa de posse de bola, já que a posse é de uma equipe até que suas chances(que são seis) se esgotem.

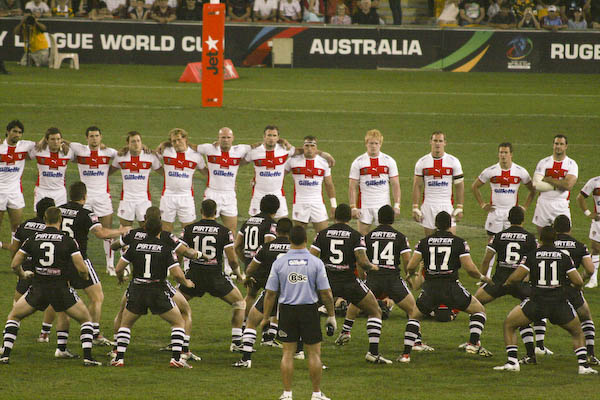
Neozelandeses realizando o haka antes de jogo contra a Inglaterra, a outra seleção de alto patamar, junto de Nova Zelândia e Austrália.

## O campo
O campo do Rúgbi League deve ter 100 metros de comprimento por 68 metros de largura. Seus 100 metros de comprimento são divididos em 10 zonas de tamanho igual (10 metros). A área de in goal deve ter entre 6 e 11 metros.
O campo ainda é traçado em linhas paralelas de 10 metros de intervalo. Os postes, assim como no Rúgbi Union estão situados na linha de in-goal, em sua porção central. 
O campo do rugby league é, em suas características, bem diferente do rugby union.

## Posições
As posições dos jogadores do rugby league são similares aos do rugby union, devido ao número de jogadores reduzido e a ausência de rucks foram retiradas as posições de asa direito e asa esquerdo, também diferentemente do rugby union, a contagem do número na camisa dos jogadores começa pelos backs.